# Conidiobolus couchii
Conidiobolus couchii är en svampart som beskrevs av Sriniv. & Thirum. 1968. Conidiobolus couchii ingår i släktet Conidiobolus och familjen Ancylistaceae.   Inga underarter finns listade i Catalogue of Life.